# Petr Gandalovič
Petr Gandalovič, né le 15 août 1964 à Prague, est un diplomate et homme politique tchèque, membre du Parti démocratique civique (ODS).